# Saint-Priest-la-Feuille
 Saint-Priest-la-Feuille  là một xã thuộc tỉnh Creuse trong vùng Nouvelle-Aquitaine miền trung nước Pháp. Xã này nằm ở khu vực có độ cao trung bình 456 mét trên mực nước biển.
Sông Semme bắt nguồn tại thị trấn.